# Philippe Peignot
Philippe Peignot (* im 20. Jahrhundert) ist ein römisch-katholischer Geistlicher, der zahlreiche Jugendliche missbrauchte und unter anderem im Zusammenhang mit dem Skandal um das Kinderdorf  Riaumont in der Region Hauts-de-France, das bis 2019 in Betrieb war, stand. Er gehörte der Priesterbruderschaft St. Pius X. an, ehe er zur SSPX Resistance wechselte.

## Leben
Philippe Peignot wurde 1982 in der traditionalistischen Priesterbruderschaft St. Pius X. ordiniert. In den 1980er Jahren wurde er im Bereich Champagne-Ardenne eingesetzt, wo er mindestens fünf männliche Jugendliche missbrauchte, darunter Vincent Lambert. 1988 wurde er nach Brüssel versetzt. Dort fiel ihm mindestens ein weiterer Jugendlicher zum Opfer, der später als Zeuge unter dem Decknamen „André“ auftreten sollte. 1993 kam er nach Conflans-Sainte-Honorine. Auch dort missbrauchte er junge Menschen.
Spätestens seit 1991 wusste man bei der Priesterbruderschaft St. Pius X. über Peignots Taten Bescheid. Man hatte das Problem zu lösen versucht, indem man den Priester immer wieder seinen Einsatzort wechseln ließ und ihn zwischen Frankreich und Belgien hin und her versetzte. Die Behörden wurden nicht informiert. Im Jahr 2000 verbot Bernard Fellay Peignot, sich im Umfeld junger Menschen zu betätigen. Das respektierte dieser aber offenbar nicht. Noch 2002 hatte er mit einer Pfadfindergruppe in Conflans-Sainte-Honorine zu tun. 2009 dachte Fellay über eine psychiatrische Untersuchung des Priesters nach. Aber diese interne Maßnahme genügte den Opfern Peignots und ihren Angehörigen nicht mehr. Es kam 2010 zu einer Untersuchung des Falls unter kanonischem Recht. 
Peignot wurde 2014 dazu verurteilt, sämtliche Arbeit, die zu einem Kontakt mit Minderjährigen führen konnte, zu unterlassen, und sollte in das Erholungsheim der Priestergemeinschaft in Montgardin übersiedeln. Dagegen wehrte sich Philippe Peignot, woraufhin ihm Fellay mitteilte, er setze seine Mitgliedschaft in der Piusbruderschaft aufs Spiel.
Peignot verließ daher 2015 die Piusbruderschaft und schloss sich der SSPX Resistance an, die Richard Williamson 2012 gegründet hatte, nachdem er aus der Priesterbruderschaft St. Pius X. ausgeschlossen worden war. Er war neben Stephen Abraham und Kerry Michael Moran einer von mindestens drei pädophilen Priestern, die innerhalb von zehn Jahren von Williamson aufgenommen und ohne Rücksicht auf ihre Vorgeschichte im geistlichen Dienst belassen wurden.
Im November 2016 wurde Peignot von einem investigativen schwedischen Fernsehteam aufgespürt. Man entdeckte ihn in Espiet in der Nähe von Bordeaux, wo er die Messe gelesen hatte, umgeben von Chorknaben. Es kam zu einem Handgemenge mit Gemeindemitgliedern, die sich Peignot gegenüber loyal verhielten; die Reifen des Fahrzeugs, mit dem das Fernsehteam unterwegs gewesen war, wurden zerstochen und die Polizei befreite zwar schließlich die Journalisten, zwang sie aber, ihre Aufnahmen zu löschen. Der Tatsache, dass noch eine zweite Kamera eingesetzt worden war, die offenbar übersehen wurde, ist zu verdanken, dass es Aufnahmen von diesen Szenen gibt. Peignot behauptete, Opfer einer Propagandakampagne zu sein.  
Eines seiner Opfer, das von der kircheninternen Untersuchung des Falls nichts wusste, klagte Peignot 2012 und dann 2016 noch einmal an. Erst Jahrzehnte, nachdem die ersten Warnungen über den Mann laut geworden waren, wurde Peignot vor ein weltliches Gericht gestellt.

## Peignot und das Kinderdorf Riaumont

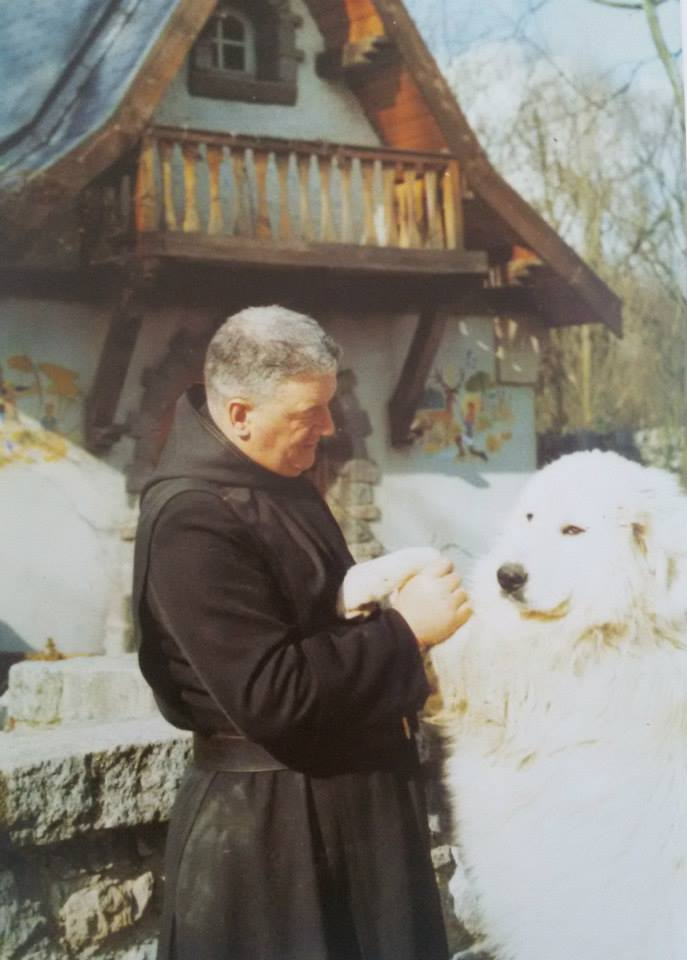
Albert Revet

Ixchel Delaporte und Rémi Benichou drehten einen Dokumentarfilm mit dem Titel Les enfants martyrs de Riaumont über das Kinderdorf Riaumont, das offiziell 1960 von dem fundamentalistischen Priester Revet gegründet wurde, inoffiziell aber schon in der Nachkriegszeit existiert hatte: Revet hatte Kinder von der Straße aufgesammelt und in einem Internat zu erziehen versprochen. Ursprünglich in einer Art Baracke untergebracht, mussten die Insassen selbst am Bau der festen Gebäude mitarbeiten, die dieses Provisorium in Liévin ablösen sollten. 1961 erhielt das Kinderdorf Riaumont eine vorläufige Genehmigung für die Unterbringung von etwa 30 Kindern. Eineinhalb Jahrzehnte später waren es über 120 Kinder. Ursprünglich wurden nur Jungen aus prekären Verhältnissen aufgenommen, später auch Mädchen. Schließlich schickten auch relativ wohlhabende Familien, die dem Pfadfindergedanken huldigten, ihre Kinder zur Erziehung und Abhärtung nach Riaumont. Dort fielen die Kinder und Jugendlichen zahlreichen pädokriminellen Priestern zum Opfer. Dass die Kinder in Riaumont misshandelt wurden, fiel zwar beispielsweise einer Lehrerin an einer öffentlichen Schule auf, die Kinder aus Riaumont zu unterrichten hatte. Sie fing 1979 an, Anzeigen zu erstatten, erhielt dafür aber Morddrohungen. Da die Schule um ihre Existenz fürchtete, wurde besagte Lehrerin auch nicht von der Schulleitung unterstützt. Dennoch leitete eine Richterin 1980 eine Untersuchung ein. 1982 verlor das Kinderdorf seine behördliche Zulassung. Daraufhin änderte Revet seine Zielgruppe und begann, neben Kindern aus fundamentalistisch-katholischen Familien auch Kinder von asiatischen „Boat People“ aufzunehmen, die aus Laos oder Vietnam stammten. 1989 kam ein Zulassung Riaumonts als Privatschule zustande. Die Kinder in Riaumont sollten zu „Soldaten Christi“ ausgebildet werden, die man auf einen Kreuzzug zur Verteidigung des weißen, christlichen Europa schicken konnten. Rechte belgische und deutsche Fundamentalisten waren in dieses System involviert.
In einem Interview mit Charlie Hebdo erklärte Delaporte, wie es zu diesem Film gekommen war. Sie hatte vom Fall Vincent Lambert und davon, dass Peignot das Kinderdorf besucht hatte, erfahren.  Delaportes Recherchen über dieses Dorf mündeten in ihr 2022 erschienenes Buch Les enfants martyrs de Riaumont, enquête sur un pensionnat intégriste, das sie später für eine Verfilmung durch Arte adaptierte.